# Tiny Toon Adventures: Babs' Big Break
Tiny Toon Adventures: Babs' Big Break (también conocido como Tiny Toon Adventures) fue el primer videojuego de los Tiny Toons lanzado para Nintendo Game Boy. Apareció en 1992 y fue desarrollado y publicado por Konami.